# 上田和勇
上田 和勇（うえだ かずお、1950年 - ）は、日本の経営学者、専修大学名誉教授。［専門］はリスクマネジメント，保険論。

## 人物・来歴
愛媛県生まれ。本名・和男。1974年早稲田大学商学部卒、安田火災海上保険入社、1976年同社退社。1982年早大大学院商学研究科博士課程満期退学、1995年「保険市場と消費者 英・米の実態と教訓」で博士（商学）。1982年専修大学商学部助手、1984年専任講師、1987年助教授、1993年教授。
日本リスクマネジメント学会理事長、多摩区3大学（専修大学、明治大学、日本女子大学）連携事業「磨けば光る多摩事業」審査委員長。 2021年定年3月末をもって専修大学を定年退職、4月に専修大学名誉教授となる。

## 著書
- 『保険マーケティング入門 その考え方と戦略』損害保険企画, 1983
- 『保険市場と消費者 英・米の実態と教訓』成文堂, 1994
- 『保険の情報開示 先進各国の実態と我が国への教訓』同文舘出版, 2000
- 『企業価値創造型リスクマネジメント その概念と事例』白桃書房, 2003
- 『持続可能型保険企業への変貌 賢い保健選択へのアドバイス』同文舘出版, 2006
- 『事例で学ぶリスクマネジメント入門 復元力を生み出すリスクマネジメント思考』同文舘出版, 2012
- 『企業倫理リスクのマネジメント ソフト・コントロールによる倫理力と持続力の向上』同文舘出版, 2014
- 『ビジネス・レジリエンス思考法 リスクマネジメントによる危機克服と成長』同文舘出版, 2016
- 『持続可能型保険企業への変貌 顧客重視の保険経営の実践 第4版』同文舘出版, 2017

### 共編著
- 『東アジアの生命保険市場 契約者保護からみた各国の現状』生命保険文化研究所編, 上田執筆・監修. 生命保険文化研究所, 1999
- 『生命保険販売の基本ルールとコンプライアンス』認定生命保険士 (TLC) 会, CLUJ懇話会編,山野嘉朗,前川知徳共著・監修. ビジネス教育出版社, 2002
- 『環境変化と金融サービスの現代的課題』(専修大学商学研究所叢書) 編著. 白桃書房, 2002
- 『現代金融サービス入門 ゼロから学ぶ金融の役割』監修（のち編著）, 岩坂健志著. 白桃書房, 2003.6
- 『(基本)リスクマネジメント用語辞典』亀井利明監修,亀井克之共編著. 同文舘出版, 2004
- 『NPOのリスクマネジメント NPO経営成功の鍵』岩坂健志共著. 白桃書房, 2009
- 『企業経営とリスクマネジメントの新潮流』(専修大学商学研究所叢書) 編著. 白桃書房, 2009
- 『環境変化とリスクマネジメントの新展開』(専修大学商学研究所叢書) 編著. 白桃書房, 2012
- 『アジア・オセアニアにおける災害・経営リスクのマネジメント』編著. 白桃書房, 2017
- 亀井利明 原著『リスクマネジメントの本質』編著. 同文舘出版, 2017.4
- 『リスクマネジメント視点のグローバル経営』編著．同文舘出版，2023年.6

### 翻訳
- H.A.L.コッカレル, G.M.ディッキンソン『自動車保険と消費者』(日本交通政策研究会研究双書) 竹谷康弘,江沢雅彦共訳. 成文堂, 1985
- マーク S.ドーフマン『保険入門 (日本交通政策研究会研究双書 江沢雅彦 共訳. 成文堂, 1993
- 『英国の保険マーケティング 日本への教訓 改訂版』訳. 保険毎日新聞社, 1997

## 論文
- <上田和勇